# Ciboneya odilere
Ciboneya odilere là một loài nhện trong họ Pholcidae. Loài này được phát hiện ở Cuba.